# Haura

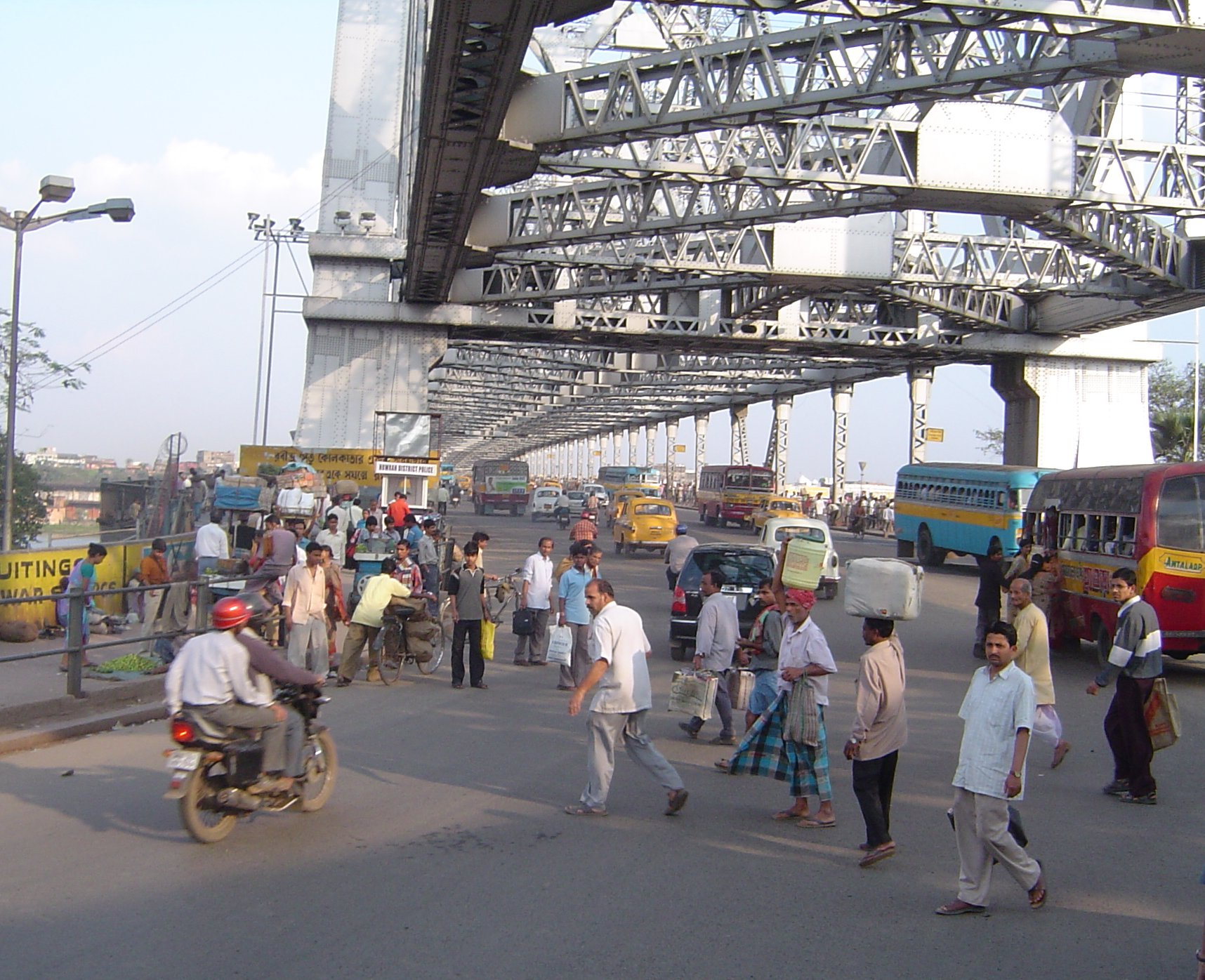
Most na rzece Hugli

Haura (beng. হাওড়া, Hāoṛā; ang. Howrah) – miasto w Indiach, w zespole miejskim Kalkuty, nad rzeką Hugli.
Miasto jest dużym ośrodkiem przemysłu jutowego i bawełnianego. Posiada port morski ze stocznią, hutę aluminium, mieści się tam również najstarszy w Indiach ogród botaniczny, Acharya Jagadish Chandra Bose Indian Botanic Garden. Liczba ludności w 2003 roku wynosiła ok. 1 mln.